# フウ科
フウ科（フウか、学名: Altingiaceae）は、ユキノシタ目の科の一つ。従来はマンサク科に含められていた。

## 下位分類
- Altingia
- フウ属 Liquidambar - フウ、モミジバフウ
- Semiliquidambar

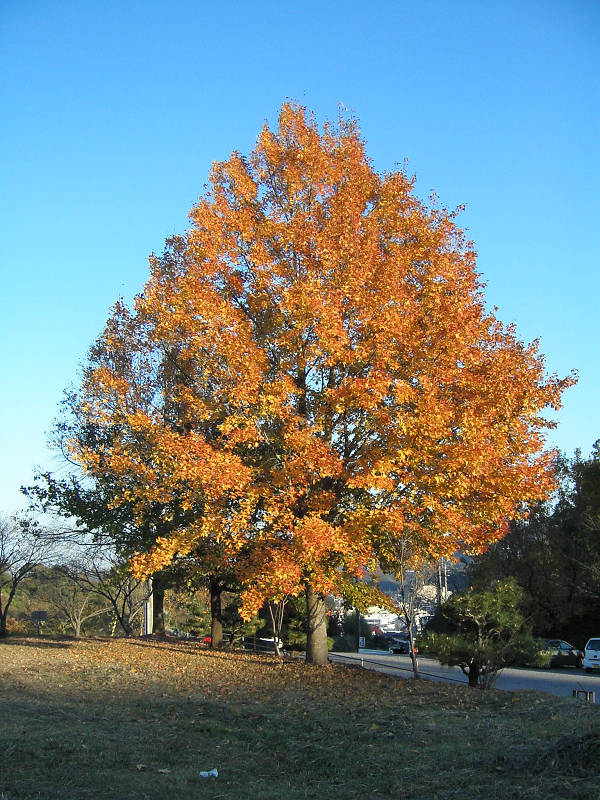
フウ
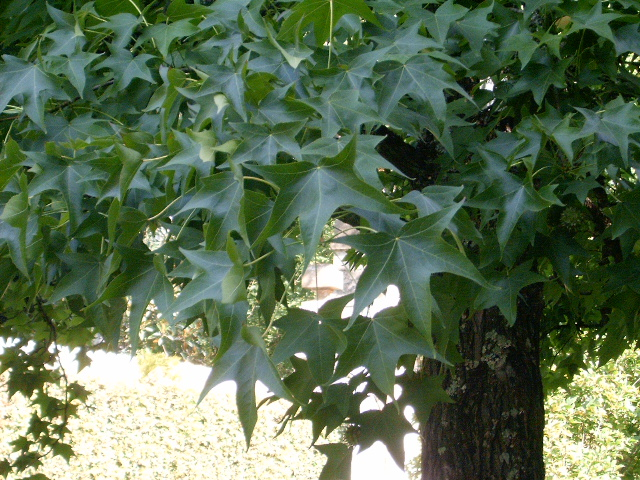
モミジバフウ

## 注と出典
1. ↑  米倉浩司; 梶田忠 (2003年). “APGII(2003)による被子植物の科の配列”. 「BG Plants 和名−学名インデックス」（YList）. 2015年4月24日閲覧。